# Ekaterina Lopes
Ekaterina Evgen'evna Ivanova, coniugata Lopes (in russo Екатерина Евгеньевна Иванова?; Mosca, 18 dicembre 1987), è un'ex tennista russa.

## Carriera
Ha ottenuto cinque vittorie nel circuito ITF in singolare e undici nel doppio femminile. Nei tornei WTA il risultato migliore lo ha ottenuto al Barcelona KIA 2008 quando, da qualificata, ha raggiunto i quarti di finale.

## Statistiche

### Singolare

#### Titoli ITF (5)
| Torneo 100 000 $    |
| Torneo 75 000 $     |
| Torneo 50 000 $ (1) |
| Torneo 25 000 $ (1) |
| Torneo 10 000 $ (3) |

| N. | Data              | Torneo                        | Superficie  | Avversaria in finale | Punteggio     |
| 1. | 21 giugno 2005    | Ilie Nastase Trophy, Bucarest | Terra rossa | Corina Corduneanu    | 4–6, 6–3, 7–5 |
| 2. | 15 settembre 2008 | Save Cup, Mestre              | Terra rossa | Romina Oprandi       | 6–3, 3–0 rit. |
| 3. | 1º giugno 2009    | RC Sport Trophy, Brno         | Terra rossa | Sandra Záhlavová     | 6–0, 6–3      |
| 4. | 23 febbraio 2014  | ITF Palma Nova                | Terra rossa | Bárbara Luz          | 6–4, 6–2      |
| 5. | 16 marzo 2014     | ITF Ponta Delgada             | Cemento     | Bárbara Luz          | 6–4, 6–2      |

### Risultati in progressione
| Sigla | Risultato               |
| ----- | ----------------------- |
| V     | Vincitore               |
| F     | Finalista               |
| SF    | Semifinalista           |
| O     | Oro olimpico            |
| A     | Argento olimpico        |
| SF    | Bronzo olimpico         |
| QF    | Quarti di Finale        |
| 4T    | Quarto turno            |
| 3T    | Terzo turno             |
| 2T    | Secondo turno           |
| 1T    | Primo turno             |
| RR    | Round Robin             |
| LQ    | Turno di qualificazione |
| A     | Assente                 |
| ND    | Non disputato           |

| Legenda superfici    |
| -------------------- |
| Cemento              |
| Terra battuta        |
| Erba                 |
| Superficie variabile |

#### Singolare nei tornei del Grande Slam
| Torneo          | 2008 | 2009 | 2010 | 2011 | 2012 | 2013 | 2014 |
| --------------- | ---- | ---- | ---- | ---- | ---- | ---- | ---- |
| Australian Open | 1T   | A    | A    | A    | A    | A    | A    |
| Open di Francia | A    | A    | 1T   | A    | A    | A    | A    |
| Wimbledon       | A    | A    | A    | A    | A    | A    | A    |
| US Open         | A    | A    | A    | A    | A    | A    | A    |

#### Doppio nei tornei del Grande Slam
Nessuna partecipazione

#### Doppio misto nei tornei del Grande Slam
Nessuna partecipazione